# Акантонема
Акантонема (лат. Acanthonema) — небольшой род семейства Геснериевые (лат. Gesneriaceae), включающий в себя 2 вида. Монокарпические однолистные травянистые растения.

## Этимология названия
Название рода происходит от греч. άκανθα «acantha» — «шип» и греч. νημα «nēma» — «нить» и указывает на строение тычинок цветка.

## Ботаническое описание
Монокарпические однолистные травы, предположительно многолетние.
Стебель короткий, с мочковатым корнем. 
Лист один, волосистый, вариабильбых размера и форм, обычно продолговато-сердцевидный. 
Соцветия цимозные от мало- до многоцветковых, на цветоносах, в группах, расположены в основании листа.
Прицветники небольшие.
цветки в густых или редких соцветиях. 
Чашелистики 5, свободные, линейные. 
Венчик воронковидный, белый с голубоватым лопастным отгибом, трубка изогнута, возвышаясь над зевом; отгиб неправильной формы; лопасти отгиба короткие, округлые.
тычинок 4; передняя пара из 2 фертильных, нити сросшиеся в средней части трубки, слегка утолщённые и уплощённые, передняя пара тычинок с зубовидной верхушкой нити; пыльники с разветвлёнными теками, сросшиеся лицевыми сторонами.
Нектарник односторонний, асимметричный.
Завязь коническая, 2-гнёздная, столбик в 4 раза длинней чем завязь, рыльце головчатое, 2-зубчатое.
Плод яйцевидно-конические, без скручивания, тип раскрытия неизвестен, возможно разрывание в стадии зрелости. 
Семена сетчатые.

## Ареал и местообитание
Западная Африка: юг Нигерии, Фернандо-По, Камерун, Габон. Растет на влажных скалах или на скалистых берегах рек в лесах, или как эпифит на замшелых стволах деревьев.

## Виды
По данным The Plant List:
- Acanthonema diandrum (Engl.) B.L.Burtt
- Acanthonema strigosum Hook.f.typus